# Decoración de tartas

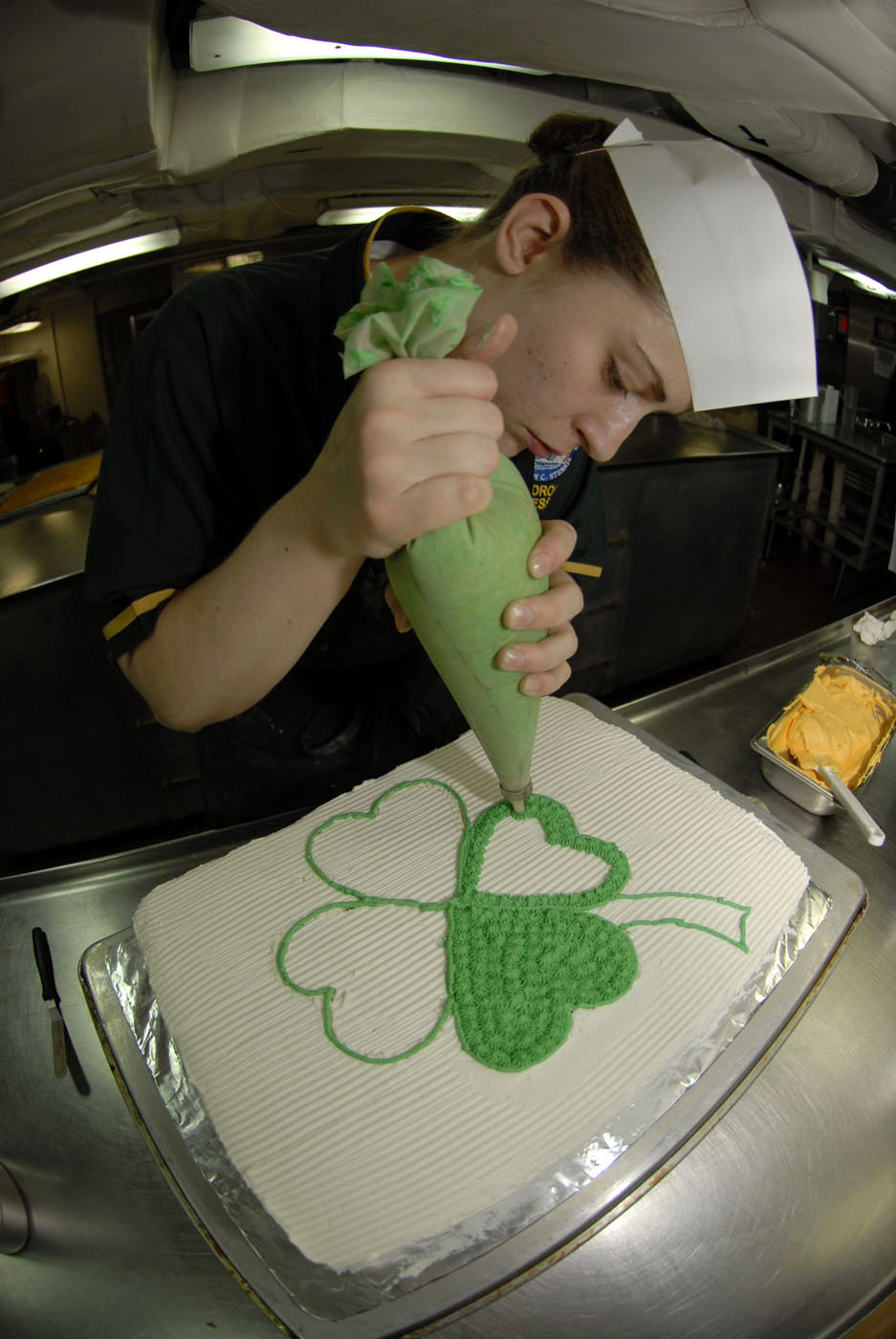
Cocinera decorando una tarta con la ayuda de una manga pastelera para celebrar el Día de San Patricio.

La decoración de tartas es una de las artes de repostería que emplea glaseados, coberturas, merengue y otros elementos decorativos comestibles para mejorar el aspecto de las tartas. Alternativamente, los pasteles pueden moldearse y esculpirse para asemejarse a personas, lugares y cosas tridimensionales.
En muchos lugares del mundo, las tartas decoradas son a menudo el centro de alguna celebración especial, como cumpleaños, graduaciones, compromisos, bodas o aniversarios.

## Historia

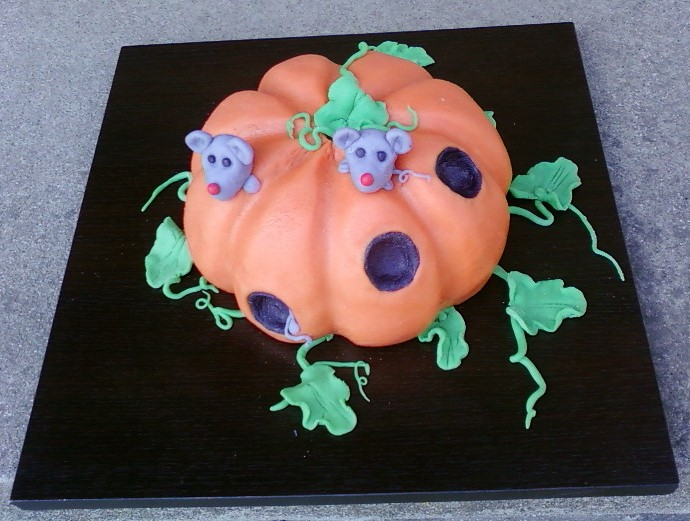
Un pastel decorado para parecer una calabaza con ratones viviendo en ella.

Durante la década de 1840, la aparición de hornos con control de temperaturas y la producción del bicarbonato de sodio y la levadura química facilitaron enormemente la elaboración de pasteles.
Incluso con la caída de la preparación de pasteles caseros en la segunda mitad del siglo XX, las tartas decoradas permanecieron como parte importante de celebraciones.

## La decoración de tartas como arte

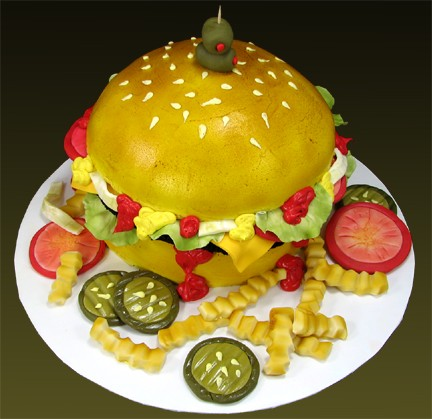
Un pastel esculpido para parecer una hamburguesa de queso con patatas fritas.

Algunos diseñadores de pasteles tienen formación artística. Colette Peters, de Colette's Birthday Cakes, y algunos de sus empleados tienen titulaciones en Bellas Artes, o Historia del Arte, y Duff Goldman era un grafitero.

## Galería

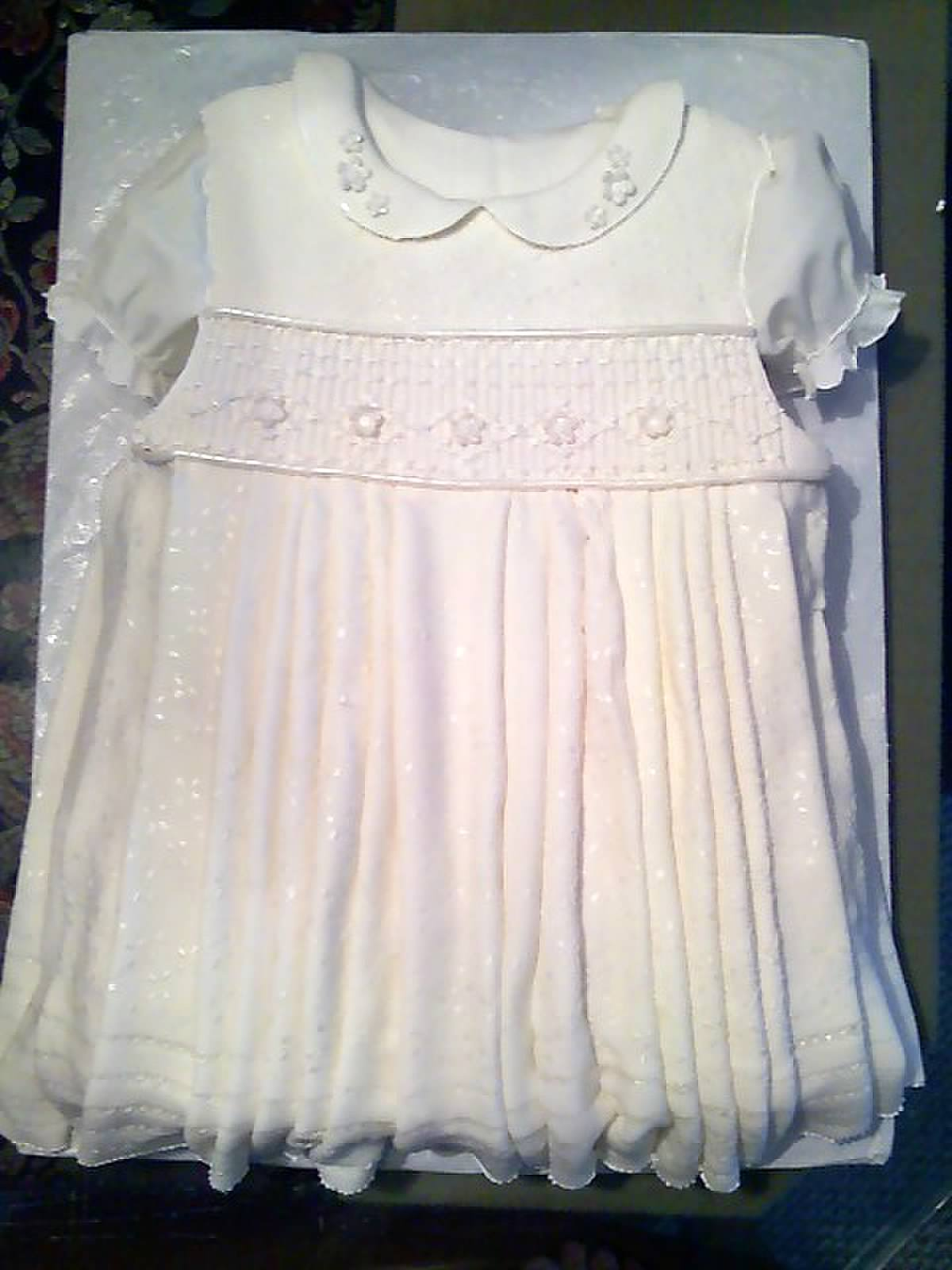
Vestido de niña- este pastel es totalmente comestible.
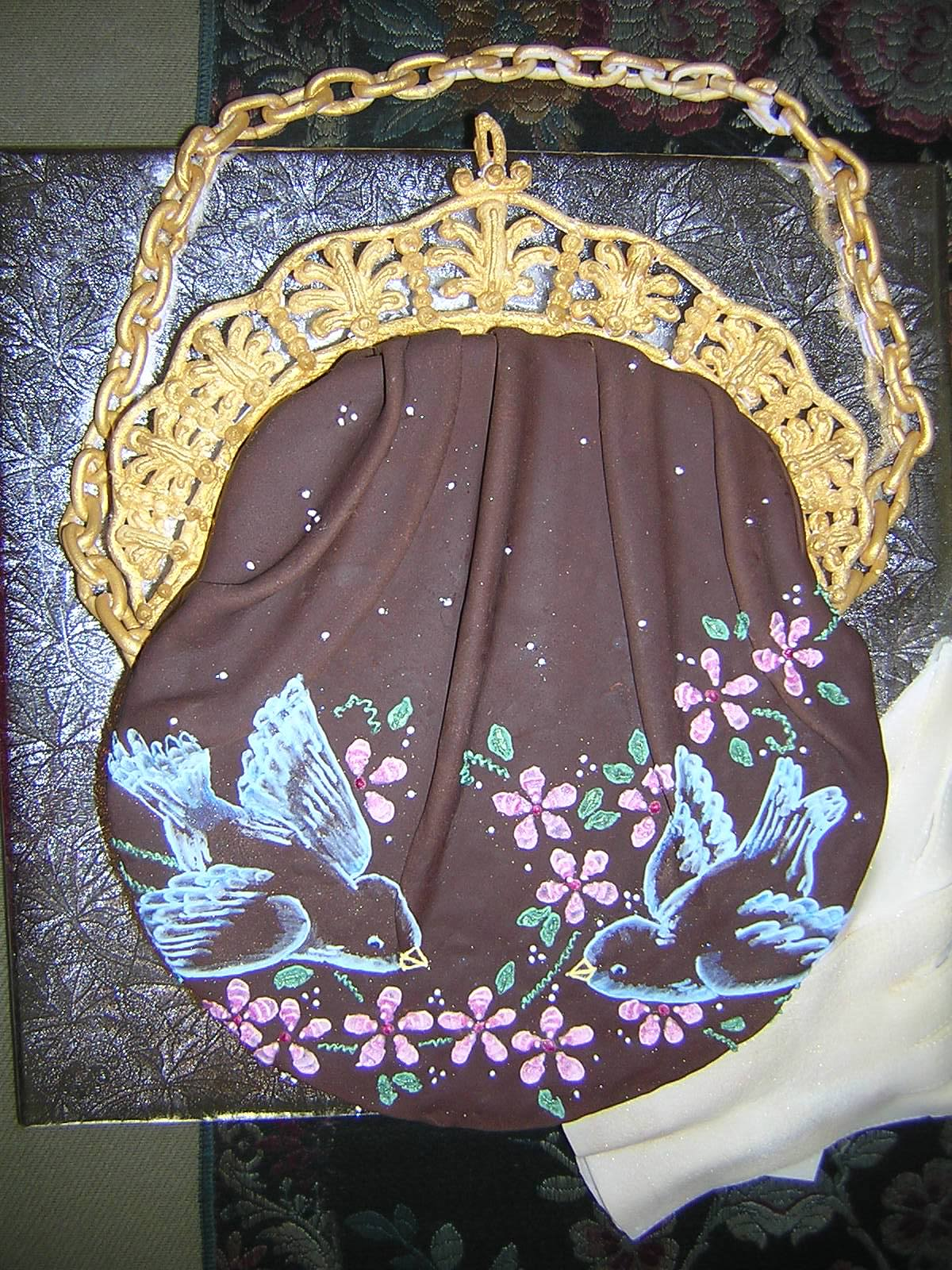
Torta bolso de noche de dama con glaseado comestible.
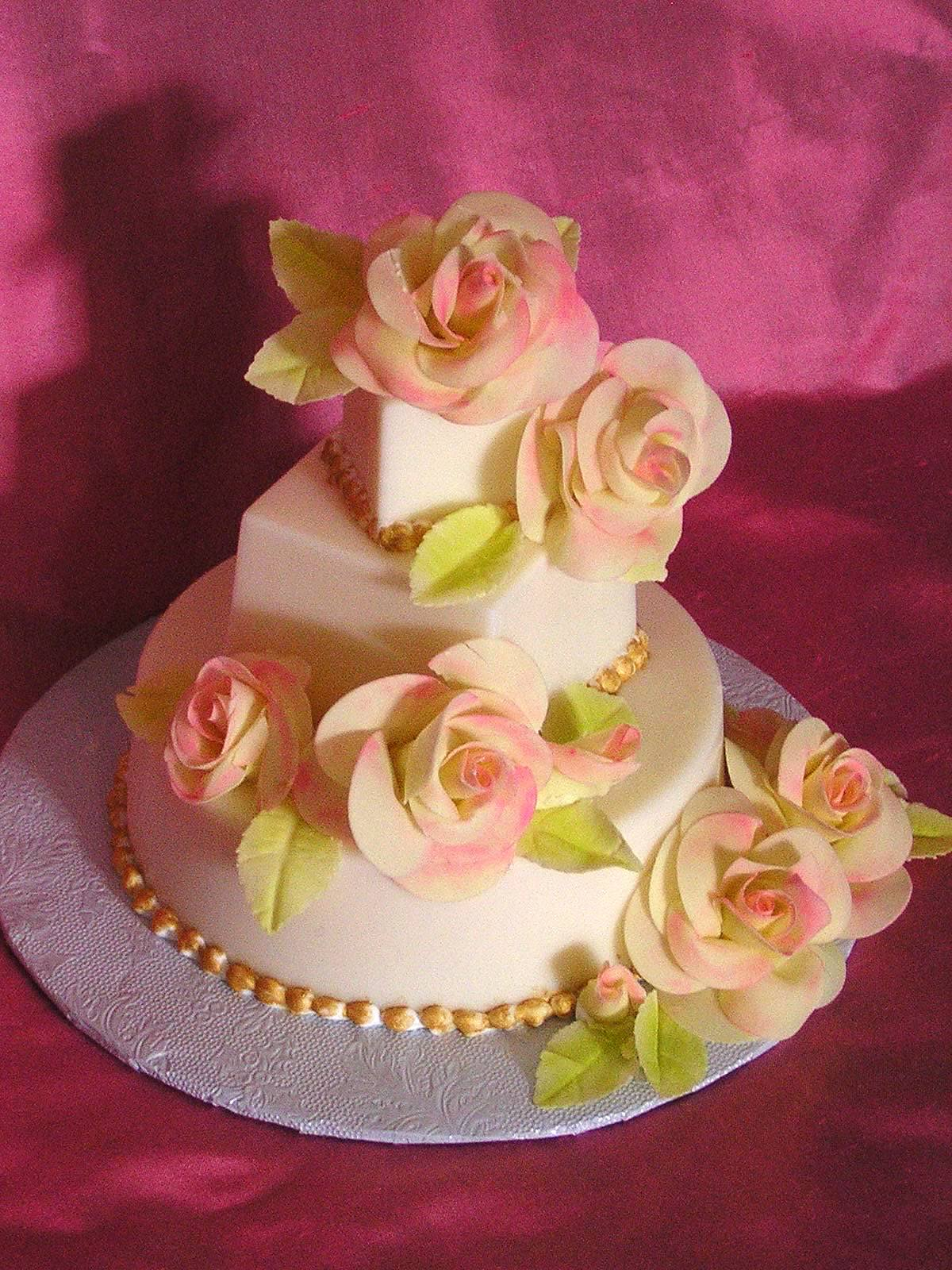
Torta con grandes rosas de col.
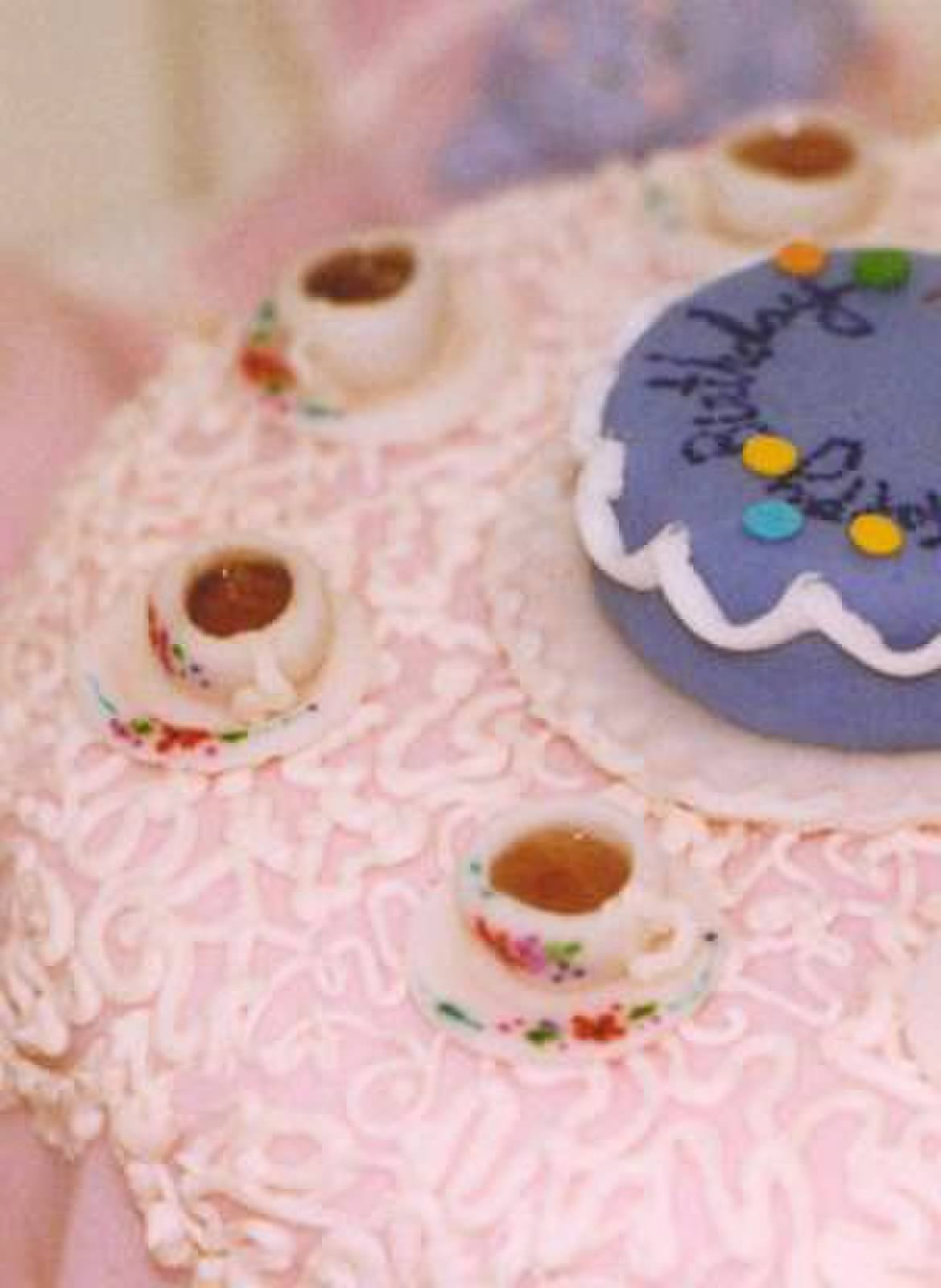
Detalle de tazas en miniatura pintadas a mano en azúcar con mantel de encaje de azúcar.
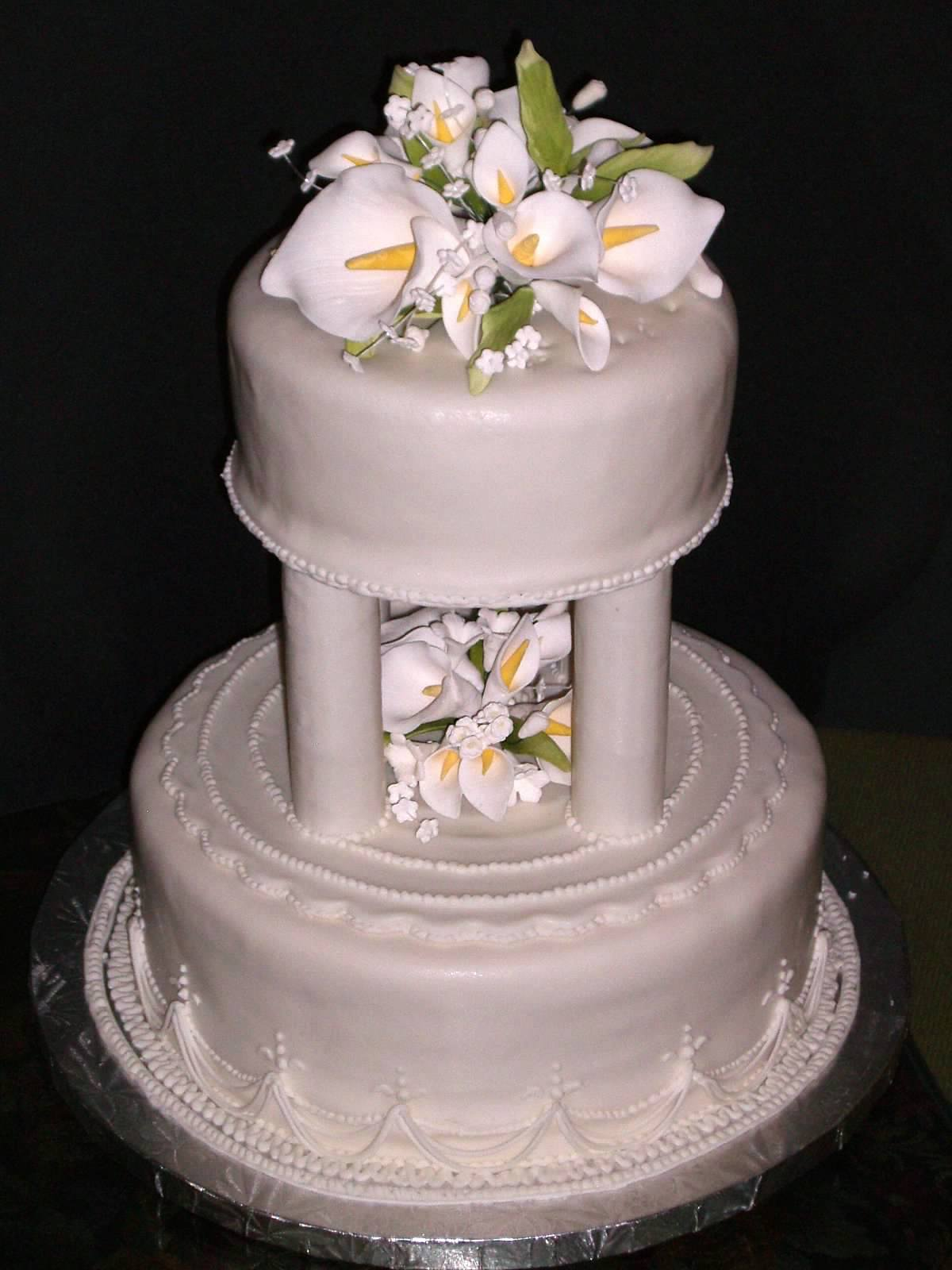
Pastel de bodas de gradas con alcatraces .
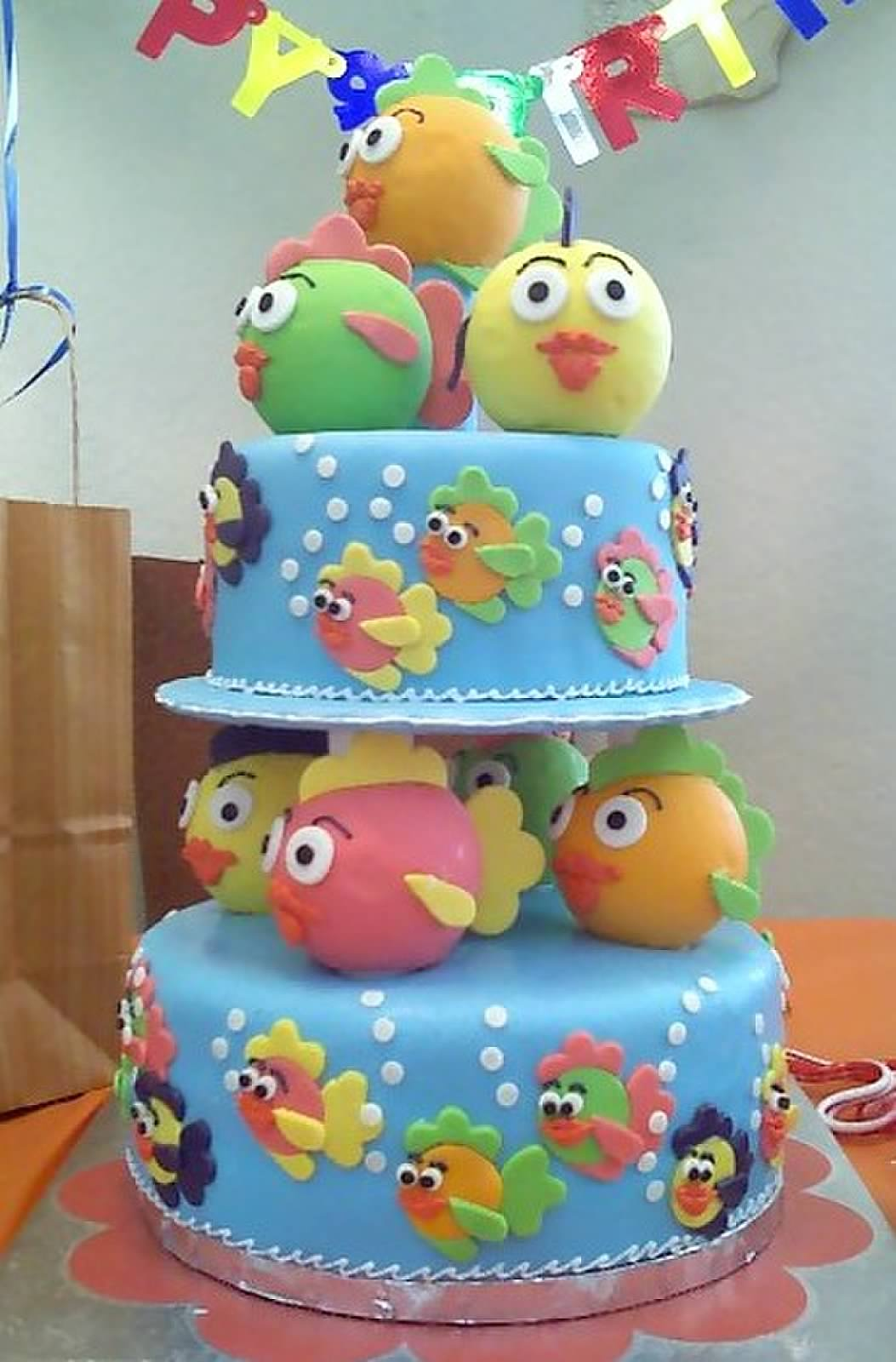
Tarta de cumpleaños para un año de edad.
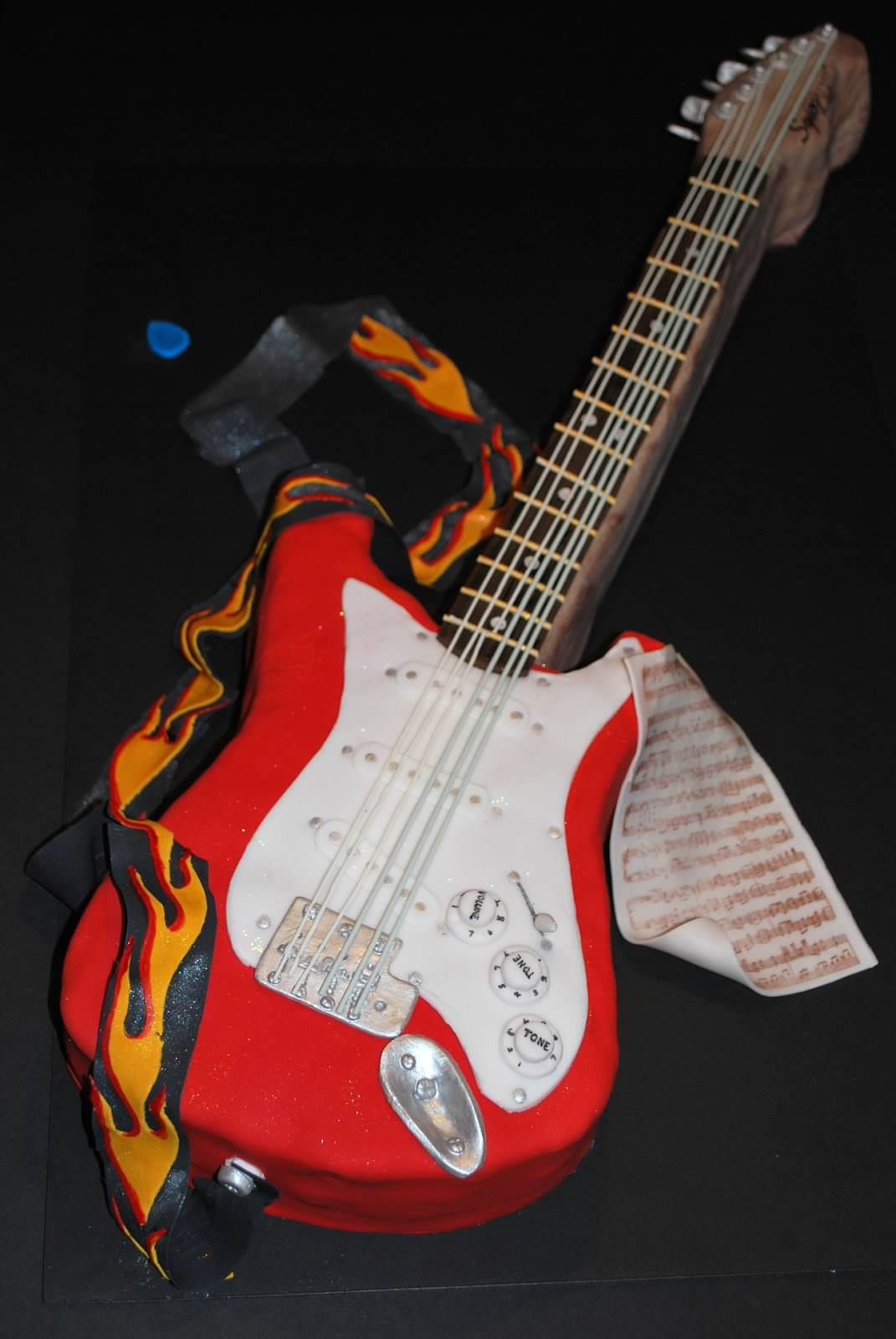
Tarta de guitarra con glaseado comestible.
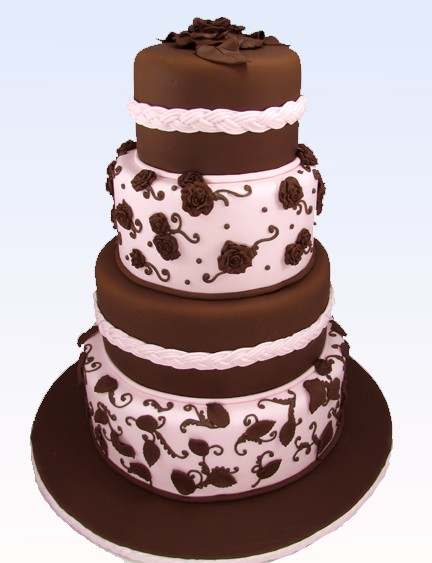
Pastel de chocolate decorado con follaje y rosas de chocolate.
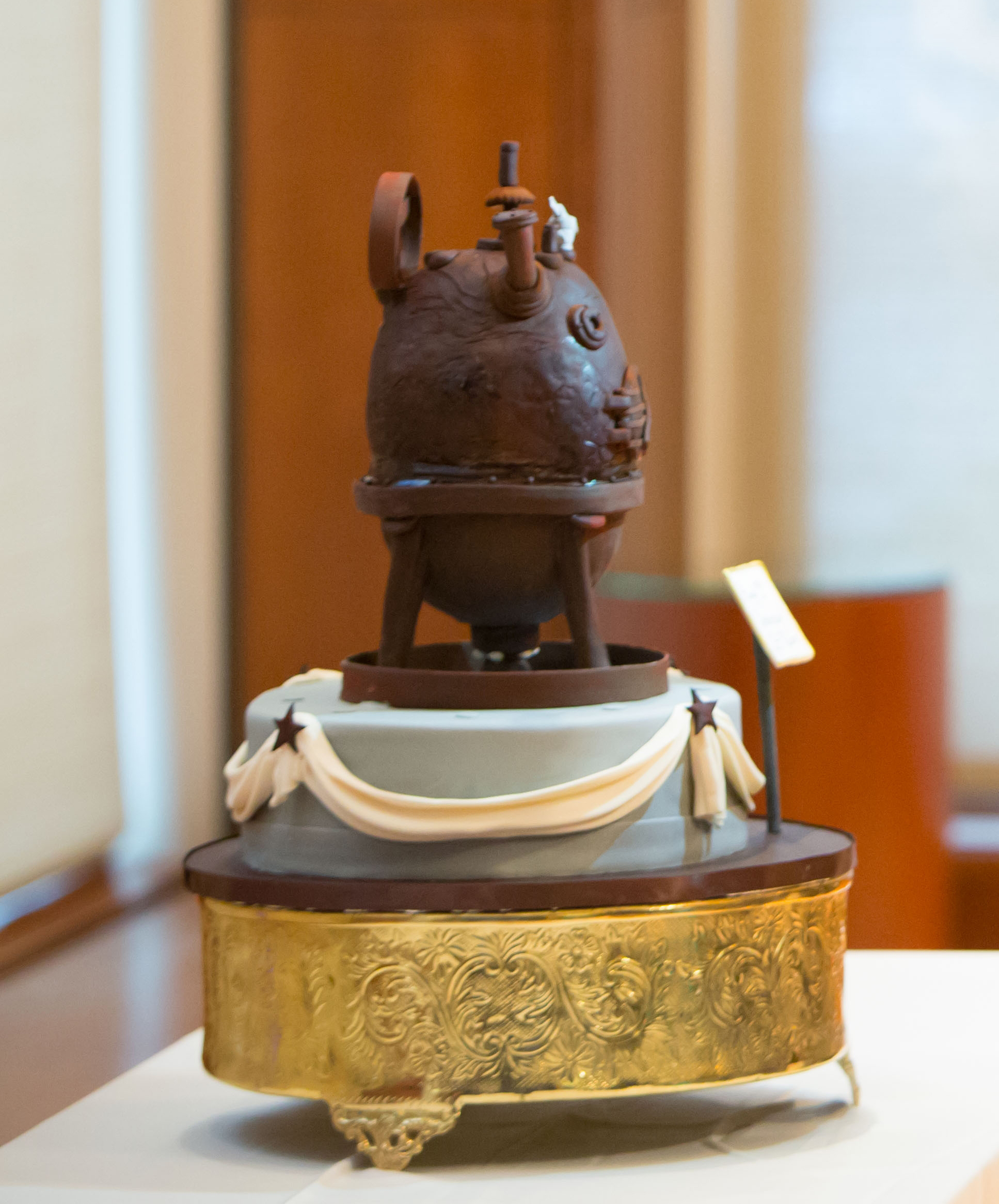
Pastel de Ciencias con cubierta de pastel de horno de baquelita de chocolate.
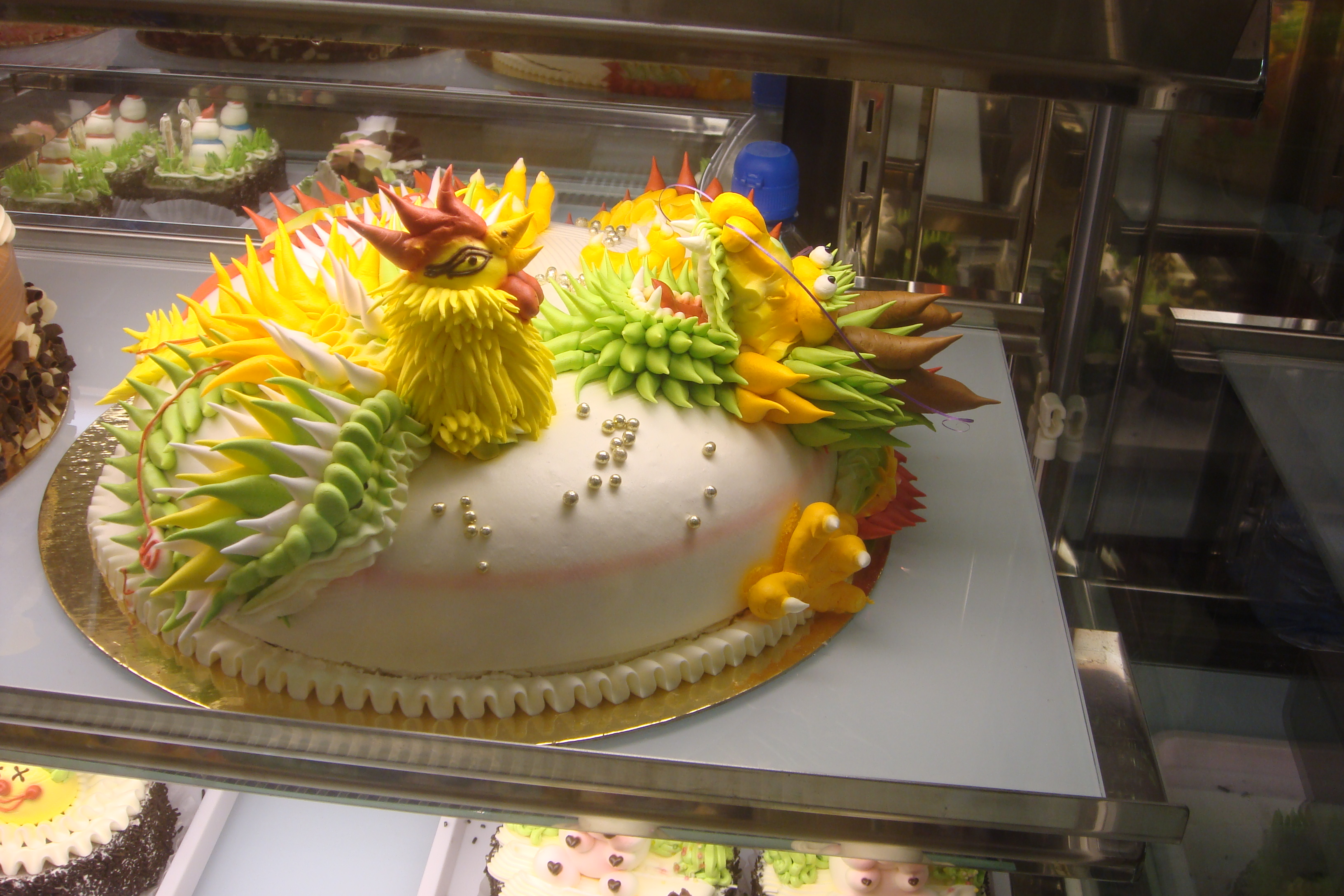
Pastel de Gallo en Chinatown, Londres, para las celebraciones del Año Nuevo chino .
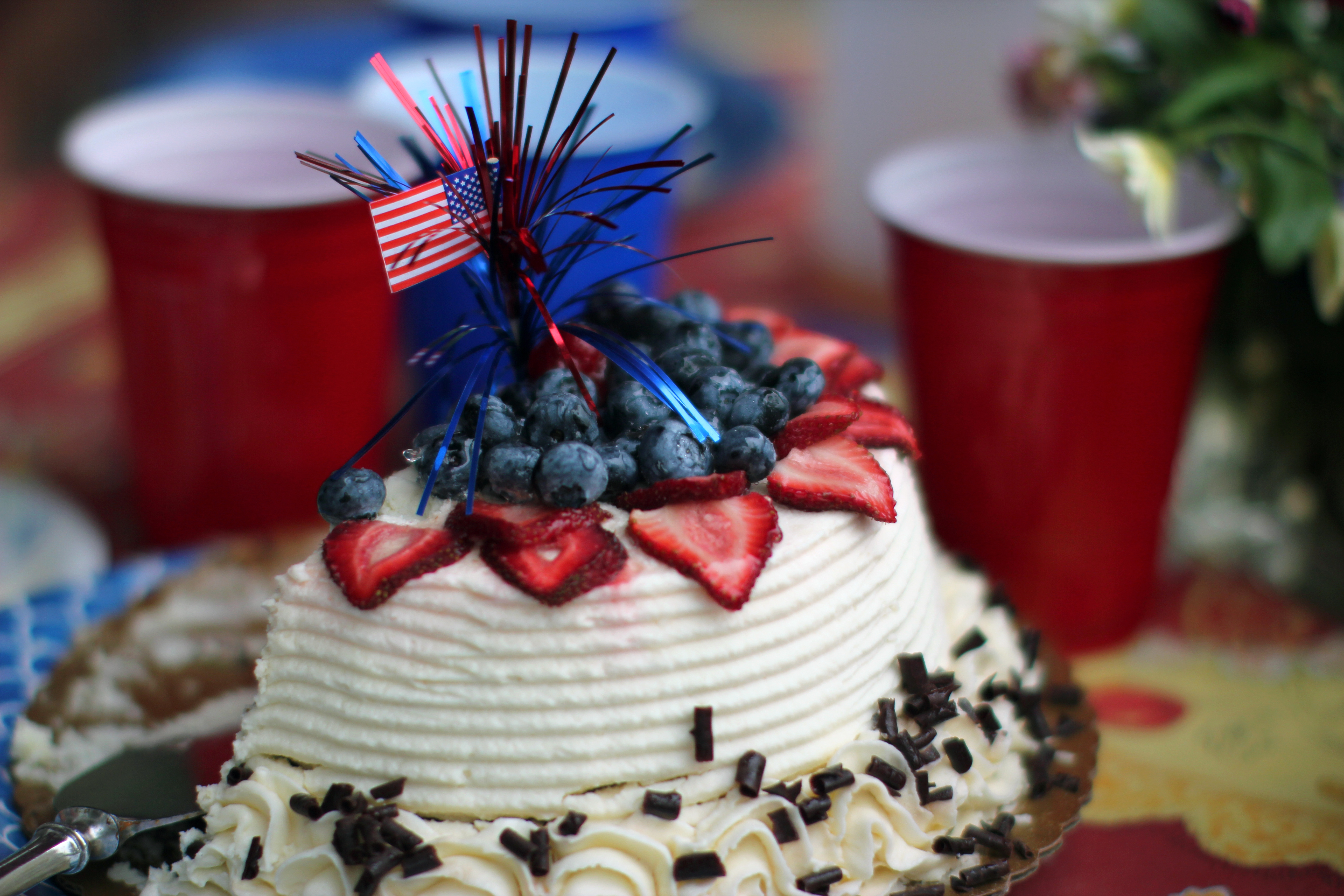
Pastel del cuatro de julio, decorado en rojo, blanco y azul.
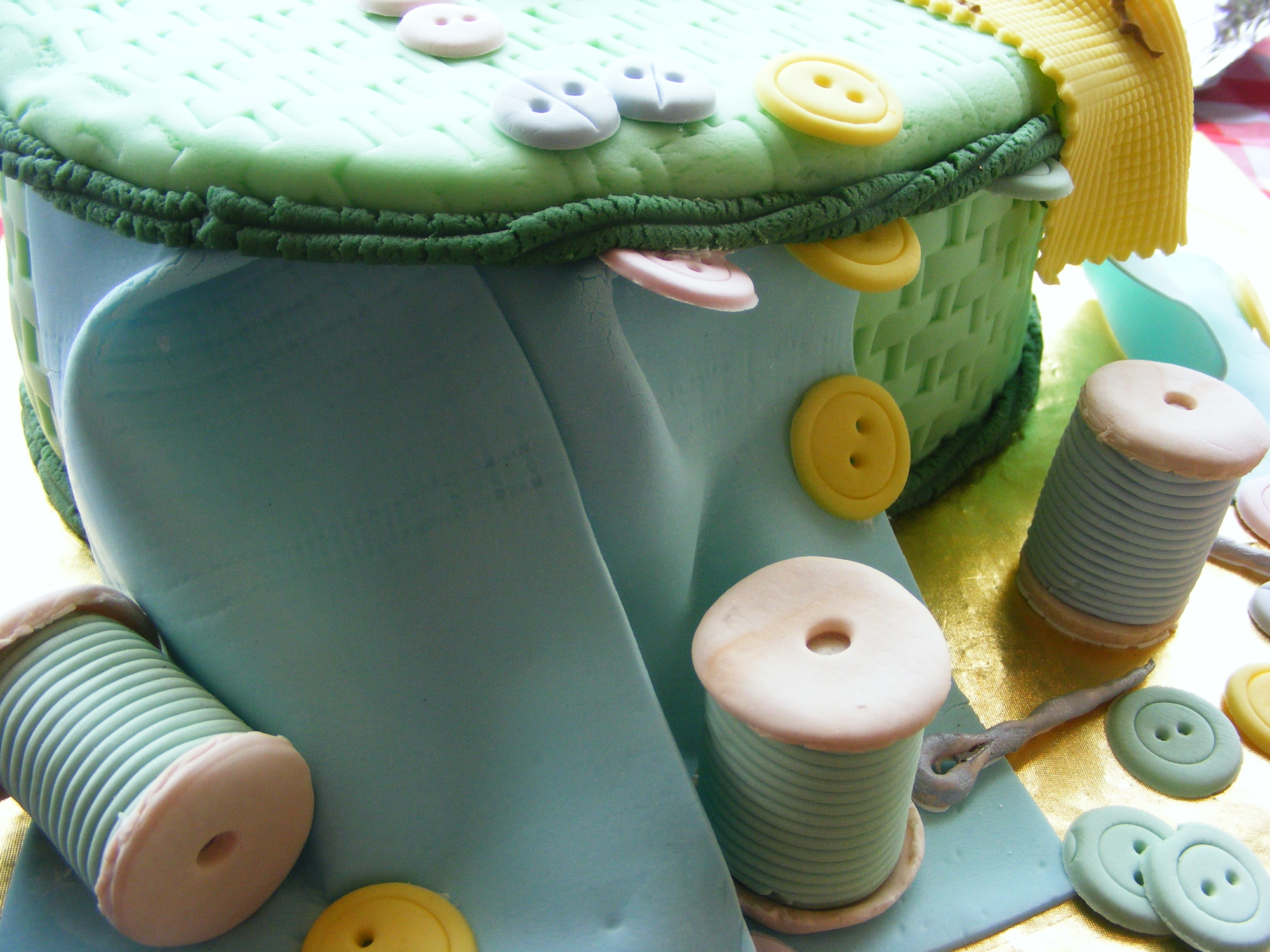
Un pastel cubierto de fondant, que representa un kit de costura.
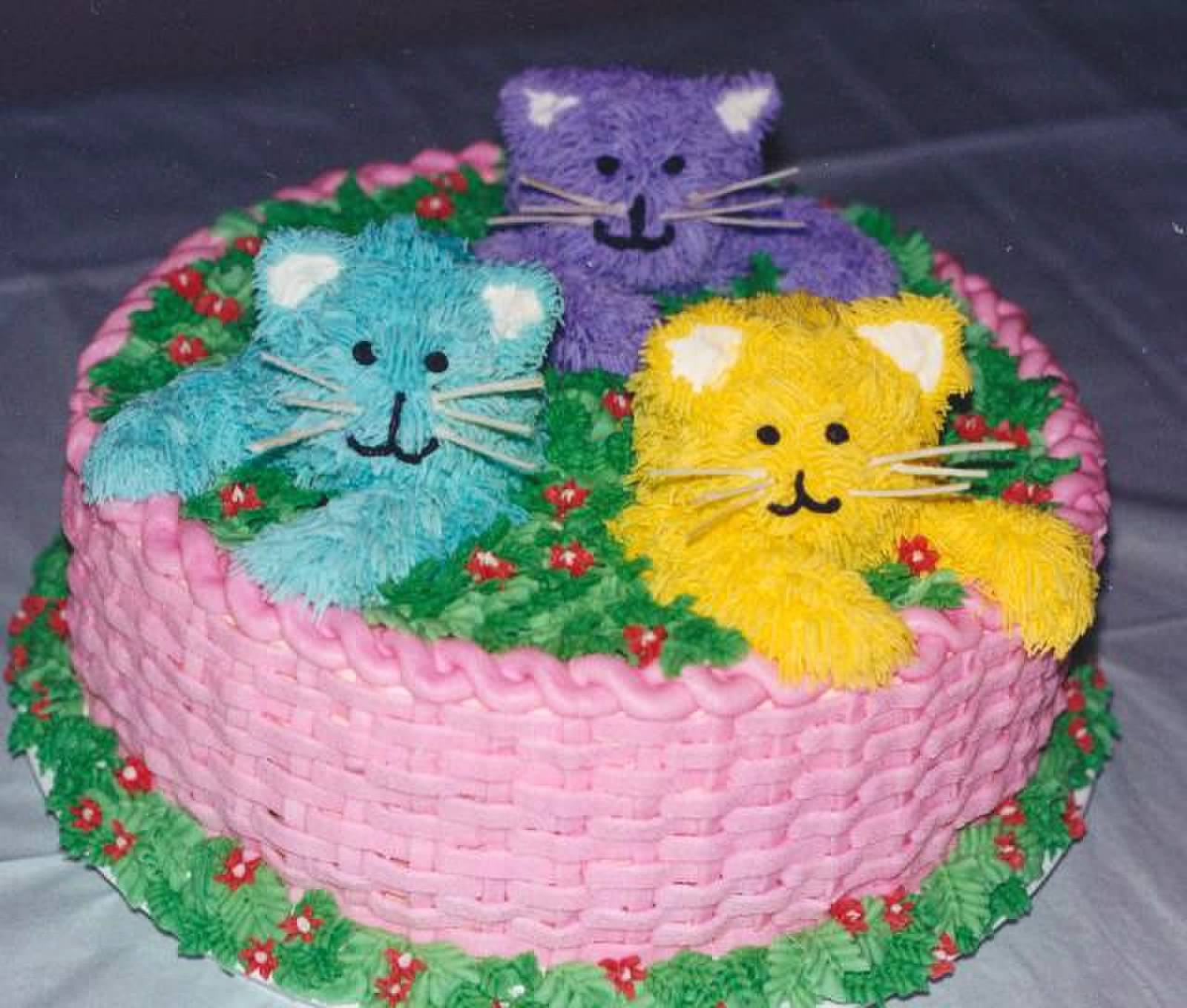
Tarta de cesta de gatitos.
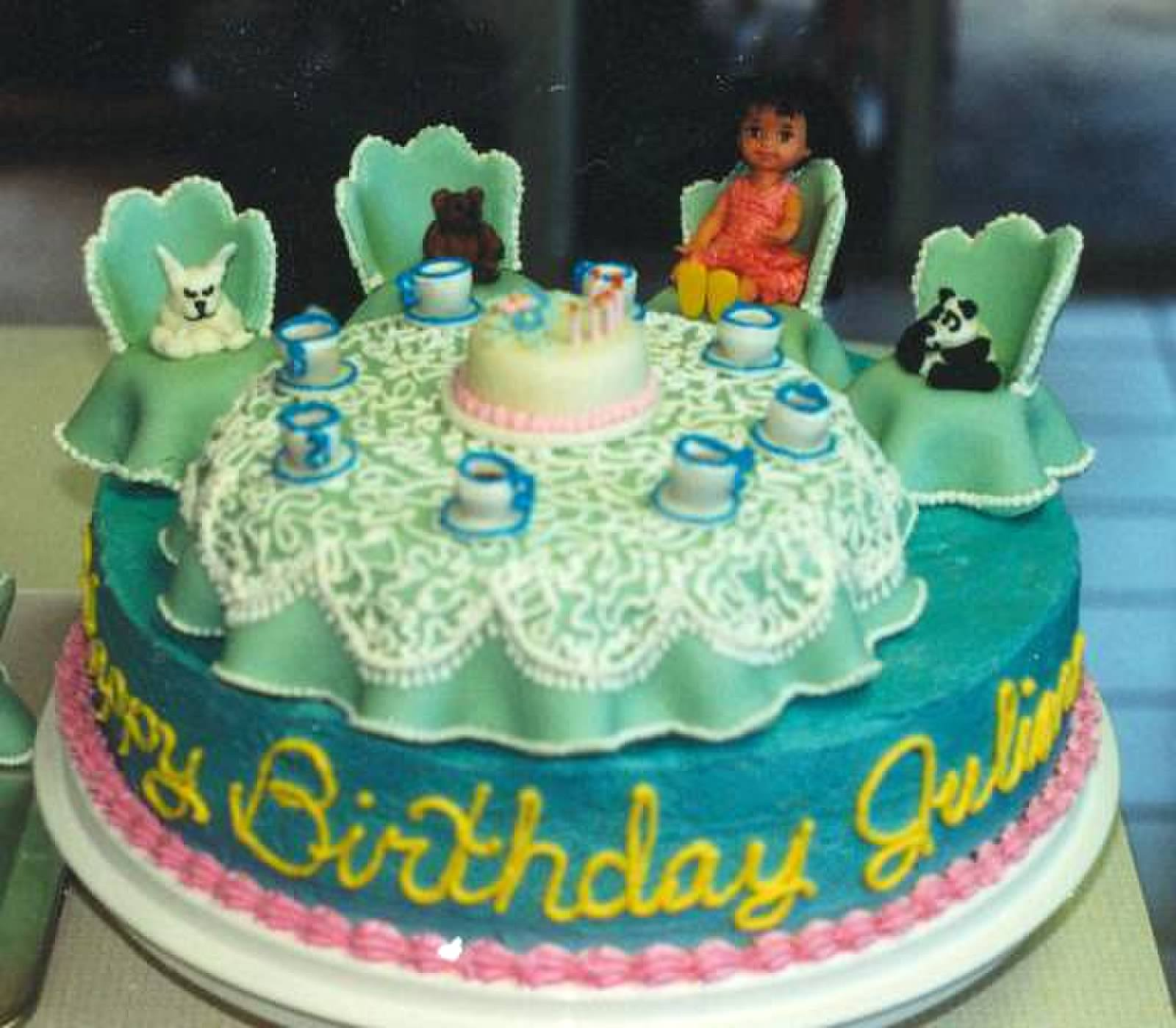
Tarta de fiesta de cumpleaños.
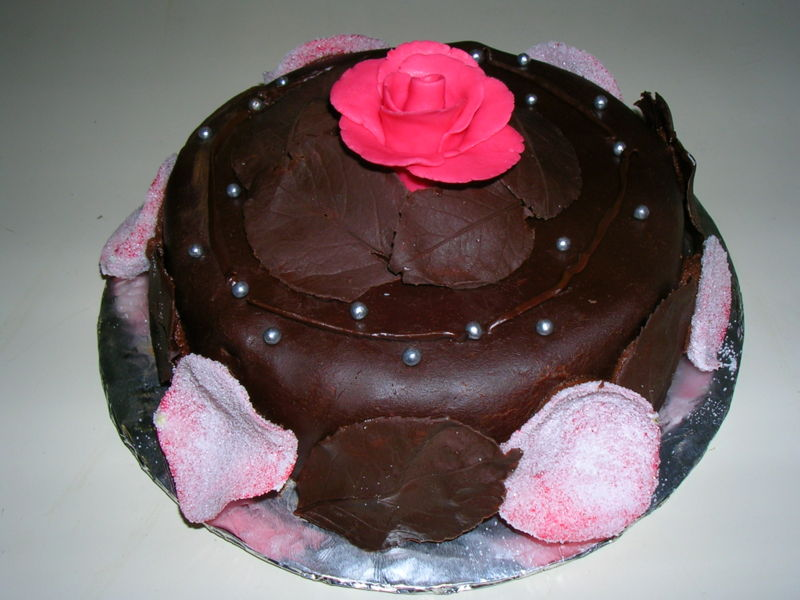
Pastel de chocolate con rosas.